# Cirrhilabrus filamentosus
Cirrhilabrus filamentosus (Klausewitz, 1976) è un pesce d'acqua salata appartenente alla famiglia Labridae.

## Distribuzione e habitat
Proviene da Giava e Indonesia, nell'oceano Pacifico. Vive sia negli estuari dei fiumi che nella barriera corallina, e nuota tra i 5 e i 35 m di profondità.

## Descrizione
Presenta un corpo compresso lateralmente, allungato e non particolarmente alto. La pinna caudale ha il margine arrotondato. La lunghezza massima registrata è di 8 cm.
È facile distinguere gli esemplari giovani dai maschi adulti. I giovani hanno una colorazione marrone-rossastra con il ventre bianco; le loro pinne sono trasparenti e non sono allungate. I maschi adulti sono rossi con il ventre che può variare dal bianco al bluastro, anche se quest'ultimo è più comune negli esemplari più anziani. La pinna caudale è blu, la pinna dorsale e la pinna anale giallastre, entrambe molto ampie, ma la prima è più lunga e presenta un raggio circa a metà che è lungo anche più il doppio degli altri e forma un filamento. Anche le pinne pelviche sono allungate.

## Biologia

### Comportamento
Nuota in banchi composti da un solo maschio adulto, territoriale, diverse femmine e maschi giovani. Spesso questi banchi si mescolano con aggregazioni di altri Cirrhilabrus o di pesci del genere Paracheilinus.

### Alimentazione
Si nutre prevalentemente di zooplancton.

### Riproduzione
È oviparo ma non ci sono cure nei confronti delle uova; la fecondazione è esterna. Probabilmente ermafrodita sequenziale.

## Conservazione
Questa specie è minacciata dalla cattura per il commercio, visto che è abbastanza ricercata negli acquari. Probabilmente la sua popolazione sta diminuendo ma non ci sono abbastanza dati al riguardo, quindi viene classificata come "dati insufficienti" (DD) dalla lista rossa IUCN.